# Gazela czarnoogonowa
Gazela czarnoogonowa, dżejran (Gazella subgutturosa) – gatunek gazeli należący do rodziny wołowatych.
Występuje na pustynnych i półpustynnych obszarach Iranu, Afganistanu, zachodniego Pakistanu, południowej Mongolii i Chin, a także w Azerbejdżanie, Kazachstanie, Uzbekistanie, Kirgistanie, Tadżykistanie i Turkmenistanie na wysokości od 1000 do 3500 m n.p.m. Pojedynczo także w Turcji, Iraku, Syrii, Gruzji oraz Armenii.
Ich populacja mieści się w granicach 42.000-49.000 osobników (dorosłych). Gatunek wpisany jest na czerwoną listę Międzynarodowej Unii Ochrony Przyrody.

## Wymiary
- długość – do 126 cm, ogon ok. 20 cm
- wysokość w kłębie – ok. 80 cm
- waga – od 17,5 do 43 kg[5]
- rogi – do 40 cm długości

Ubarwienie w kolorze piaskowo-beżowym, od spodu białe, szyja oraz wewnętrzna strona nóg biała.
Przebywa w niewielkich grupach, odżywiając się roślinami, korą drzew i krzaków.